# Internationale Managementuniversiteit
De Internationale Managementuniversiteit (Engels: International University of Management, kortweg IUM) is de enige privé-universiteit van Namibië en wordt door de staat erkend als instelling voor hoger onderwijs. De universiteit is gevestigd in de hoofdstad Windhoek en heeft campussen in Swakopmund, Walvisbaai en Ongwediva. Ze werd opgericht door Dr. David Namwandi, de huidige minister van onderwijs van Namibië. In de ranking van Webometrics is het de 627e universiteit van Afrika en de 17498e van de wereld.

## Geschiedenis
In 1993 werd de Internationale Managementuniversiteit opgericht als Instituut voor Hoger Onderwijs door Dr. David Namwandi en begon met één professor en één student. De instelling was toen nog niet bevoegd om universitaire titels uit te geven. Vanaf 2002 was ze dat wel, toen de instelling de universiteitsstatus bemachtigde. 
In 2004 kwam de universiteit in financiële problemen en kon toen een deel van het salaris van de staf niet meer betalen. Medewerkers vergeleken de sfeer op de universiteit met die van een gevangenis.

## Faculteiten
De universiteit heeft 5 faculteiten, waaronder meerdere studierichtingen vallen. Dit zijn:
- Faculteit Strategic Management en Business Administration 
  - Business Administration
  - Human Resources Management
  - Finance Management
  - Marketing Management
- Faculteit Informatietechnologie
  - Business Information Systems
  - Digital Communication Technology
- Faculteit Kleine Ondernemingen en Ondernemerschap
- Faculteit Toerisme, Reizen en Eventmanagement
- Faculteit Geesteswetenschappen, HIV/Aids en Duurzame Ontwikkelingen

## Campussen
De Internationale Managementuniversiteit heeft 5 campussen, waarvan twee in Windhoek en drie verderop in het land. De campus in Dorado Park is de nieuwste en werd in 2011 geopend.
De campussen zijn:
- Windhoek City Branch
- Windhoek Dorado Park
- Walvisbaai
- Swakopmund
- Ongwediva

## Samenwerkingen
De Internationale Managementuniversiteit werkt samen met de volgende instellingen:
- The Association of Business Executives (ABE), New Malden, Verenigd Koninkrijk
- Asia e Universiteit, Kuala Lumpur, Maleisië
- Shareworld Open Universiteit van Malawi, Lilongwe, Malawi